# Józef Wróbel
Józef Wróbel, S.C.I. (Bestwina, 18 oktober 1952) is een Pools geestelijke en bisschop van de Rooms-Katholieke Kerk.
Wróbel bezocht het seminarie van de Congregatie van het Heilig Hart en ging vervolgens naar het Nicolaas Copernicus-lyceum in Żywiec. Hierna studeerde hij nog aan de Technische Universiteit in Łódź, alvorens in 1973 tot de Heilig-Hartcongregatie toe te treden. Hij  werd in 1980 priester gewijd, en studeerde vervolgens aan de Pauselijke Lateraanse Universiteit, waar hij in 1985 een doctoraat behaalde in de moraaltheologie. Hierna werd hij pastoor in Węglowice. Vanaf 1987 doceerde hij daarnaast aan het seminarie en in 1990 werd hij benoemd tot hoogleraar in de moraaltheologie aan de Katholieke Universiteit van Lublin. Hij doceerde ook enige tijd aan de Katholieke Universiteit Leuven. Wróbel is gespecialiseerd in ethische vraagstukken op het terrein van de biomedische wetenschappen.
Paus Johannes Paulus II benoemde hem in 2000 tot bisschop van Helsinki, Finland. Vermoedelijk had met dit besluit te maken dat ongeveer de helft van de priesters in Finland, lid is van de Heilig-Hartcongregatie. Hij volgde als bisschop van Helsinki de Nederlander Paul Verschuren op. Hij werd gewijd door Edward Idris Cassidy, voorzitter van de Pauselijke Raad ter Bevordering van de Eenheid van de Christenen. In 2008 werd hij door paus Benedictus XVI benoemd tot titulair bisschop van Suas en tot hulpbisschop van Lublin. Als bisschop van Helsinki werd hij opgevolgd door Teemu Sippo, de eerste Fin sinds 1522 die in eigen land bisschop is.